# Douhe Shuiku
Douhe Shuiku (kinesiska: 陡河水库) är en reservoar i Kina. Den ligger i provinsen Hebei, i den norra delen av landet, omkring 160 kilometer öster om huvudstaden Peking. Douhe Shuiku ligger 30 meter över havet. Arean är 12,1 kvadratkilometer. Trakten runt Douhe Shuiku består till största delen av jordbruksmark. Den sträcker sig 5,9 kilometer i nord-sydlig riktning, och 5,2 kilometer i öst-västlig riktning.
Genomsnittlig årsnederbörd är 846 millimeter. Den regnigaste månaden är augusti, med i genomsnitt 199 mm nederbörd, och den torraste är januari, med 2 mm nederbörd.